# Christian Clemenson
Christian Clemenson (Humboldt, 17 marzo 1959) è un attore statunitense.

## Biografia
Figlio di Ruth Alzora Dayton e Ernest Arnold Clemenson, suo padre morì quando aveva 15 anni.
Nel film Cattive compagnie (1990) e nella serie televisiva Boston Legal recita insieme a un suo amico di gioventù, James Spader.
È stato testimonial di uno spot per la PlayStation 2 nel dicembre 2001, per la Jiffy Lube nel marzo 2002 e per la Pennzoil nel febbraio 2002.
Nel 2006 ha vinto l'Emmy come miglior attore in una serie drammatica per Boston Legal.

## Filmografia

### Cinema
- Hannah e le sue sorelle (Hannah and Her Sisters), regia di Woody Allen (1986)
- Pericolosamente insieme (Legal Eagles), regia di Ivan Reitman (1986)
- Heartburn - Affari di cuore (Heartburn), regia di Mike Nichols (1986)
- La vedova nera (Black Widow), regia di Bob Rafelson (1987)
- Cercasi l'uomo giusto (Making Mr. Right), regia di Susan Seidelman (1987)
- Mi arrendo... e i soldi? (Surrender), regia di Jerry Belson (1987)
- Dentro la notizia - Broadcast News (Broadcast News), regia di James L. Brooks (1987)
- Famiglia maledetta (Daddy's Boys), regia di Joseph Minion (1988)
- Cattive compagnie (Bad Influence), regia di Curtis Hanson (1990)
- La leggenda del re pescatore (The Fisher King), regia di Terry Gilliam (1991)
- Eroe per caso (Hero), regia di Stephen Frears (1992)
- Una strana coppia di svitati (Josh and S.A.M.), regia di Billy Weber (1993)
- Apollo 13, regia di Ron Howard (1995)
- Almost Heroes, regia di Christopher Guest (1998)
- Armageddon - Giudizio finale (Armageddon), regia di Michael Bay (1998)
- Il grande Joe (Mighty Joe Young), regia di Ron Underwood (1998)
- Il grande Lebowski (The Big Lebowski), regia dei Fratelli Coen (1998)
- Lost & Found, regia di Jeff Pollack (1999)
- United 93, regia di Paul Greengrass (2006)
- J. Edgar regia di Clint Eastwood (2011)
- Senza uscita (Not Safe for Work), regia di Joe Johnston (2014)
- La legge della notte (Live by Night), regia di Ben Affleck (2016)

### Televisione
- Independence – film TV (1987)
- Disastro al silo 7 (Disaster at Silo 7), regia di Peter Boyle – film TV (1988)
- Capital News – serie TV (1990)
- Guerra al virus (And the Band Played On), regia di Roger Spottiswoode – film TV (1993)
- Le avventure di Brisco County Jr. (The Adventures of Brisco County Jr.) – serie TV, 27 episodi (1993-1994)
- Buffy l'ammazzavampiri (Buffy the Vampire Slayer) – serie TV, episodio 3x14 (1999)
- West Wing - Tutti gli uomini del Presidente (The West Wing) – serie TV, episodio 3x08 (2001)
- Ally McBeal - serie TV, episodio 5x14 (2002)
- Veronica Mars – serie TV, 4 episodi (2004-2007)
- CSI: Miami – serie TV, 52 episodi (2009-2012)
- Boston Legal – serie TV, 50 episodi (2005-2007)
- E.R. - Medici in prima linea (E.R.) – serie TV, 1 episodio (2009)
- The Mentalist – serie TV, episodi 2x02-2x03 (2009)
- NCIS - Unità anticrimine (NCIS) – serie TV, episodio 6x20 (2009)
- Grey's Anatomy – serie TV, episodio 7x04 (2010)
- The Glades - serie TV, episodio 2x09 (2011)
- Shameless – serie TV, episodio 3x08-3x09 (2013)
- American Crime Story – serie TV, 10 episodi (2016)
- Law & Order - Unità vittime speciali (Law & Order: Special Victims Unit) - serie TV, episodio 21x04 (2019)
- 9-1-1 - serie TV, episodio 2x15 (2019)
- The Good Doctor – serie TV, episodio 4x12 (2021)
- Julia – serie TV, episodio 1x05 (2022)
- Un uomo vero (A Full Man) – serie TV, 5 episodi (2024)

## Doppiatori italiani
Nelle versioni in italiano delle opere in cui ha recitato, Christian Clemenson è stato doppiato da:
- Mino Caprio in Boston Legal, Memphis Beat, Shameless, Colony, American Crime Story
- Roberto Certomà ne Il grande Joe, The District
- Roberto Del Giudice in La leggenda del re pescatore
- Mauro Gravina in Le avventure di Brisco County Jr.
- Vittorio Guerrieri in Guerra al virus
- Giorgio Lopez in Apollo 13
- Vladimiro Conti ne Il grande Lebowski
- Paolo Lombardi in Buffy l'ammazzavampiri
- Gianluca Machelli in Ally McBeal
- Loris Loddi in Veronica Mars (st. 1)
- Alberto Angrisano in United 93
- Ambrogio Colombo in CSI: Miami
- Lucio Saccone in E.R. - Medici in prima linea
- Luca Biagini in The Mentalist
- Stefano Mondini in NCIS - Unità anticrimine
- Marco Mete in Grey's Anatomy
- Oliviero Dinelli in The Glades
- Roberto Chevalier in J. Edgar
- Massimo Lopez in La legge della notte
- Pietro Biondi in 9-1-1
- Dario Oppido in Law & Order - Unità vittime speciali
- Stefano De Sando in The Good Doctor
- Luca Dal Fabbro in Californication
- Pierluigi Astore in Un uomo vero